# Réserve naturelle de l'Oliokma
La Réserve naturelle de l'Oliokma (en russe : Олёкминский) est un « zapovednik » russe (réserve naturelle stricte) située au sud du cours moyen du fleuve Lena. Elle se trouve sur la rive droite de son deuxième plus grand affluent ; la rivière Oliokma ; à la jonction du massif de l'Aldan et du plateau de la Léna dans le raïon de l'Oliokma de la république de Sakha (Iakoutie). La réserve a été fondée en 1984 et sa superficie est de 8471 km². La région est éloignée et relativement non perturbée, étant à 80 km d'une ville ,.

## Topographie
La région se trouve dans les contreforts du sud-ouest de la Yakoutie, sur le plateau de Prilenskoye-Aldan, une zone coupée par des vallées fluviales. Les principales rivières du plateau de la Léna sont la rivière Tuolby et la rivière Amga. À l'intérieur des limites de la réserve se trouvent 85 ruisseaux et rivières de 3 à 110 km de longueur, agissant en tant qu'affluents des fleuves Oliokma, Tuolby et Amga .

## Faune et flore
La réserve est couverte à 88% par des forêts, principalement des conifères. Un certain zonage est observé: au-dessus de 1 000 mètres se trouvent davantage de toundra, dans une ceinture à 900–1 000 mètres se trouve une sous-taïga de mélèzes du Dahurie, et de 400 à 900 mètres se trouve une forêt de mélèzes avec des sous-bois d'aulnes et de rhododendrons . Oliokma se caractérise par des niveaux de biodiversité relativement élevés: sur les 1 010 espèces de plantes vasculaires de l'écorégion de taïga de Sibérie orientale, 650 se trouvent à Oliokma .

## Écotourisme
En tant que réserve naturelle scientifique, la réserve d'Oliokma est principalement fermée au grand public, bien que les scientifiques et ceux qui ont des objectifs d'éducation environnementale puissent prendre des dispositions avec la réserve pour les visites. Il existe quelques itinéraires «écotouristes» dans la réserve qui sont mis à la disposition d'un nombre limité de groupes scolaires et d'écotouristes accompagnés par des guides de la réserve et qui nécessitent l'obtention d'un permis à l'avance. Le siège social est situé dans la ville d'Oliokminsk .

## Voir également
- Liste des réserves naturelles russes (classe 1a «zapovedniks»)